# Schnee-Frauenmantel
Der Schnee-Frauenmantel (Alchemilla pentaphyllea), auch Fünfblättriger Frauenmantel oder Schneetälchen-Frauenmantel, ist eine alpine Pflanzenart der Schneetälchen-Vegetation. Sie ist die einzige rezente Art der Sektion Pentaphylleae der Gattung Frauenmantel (Alchemilla).

## Merkmale

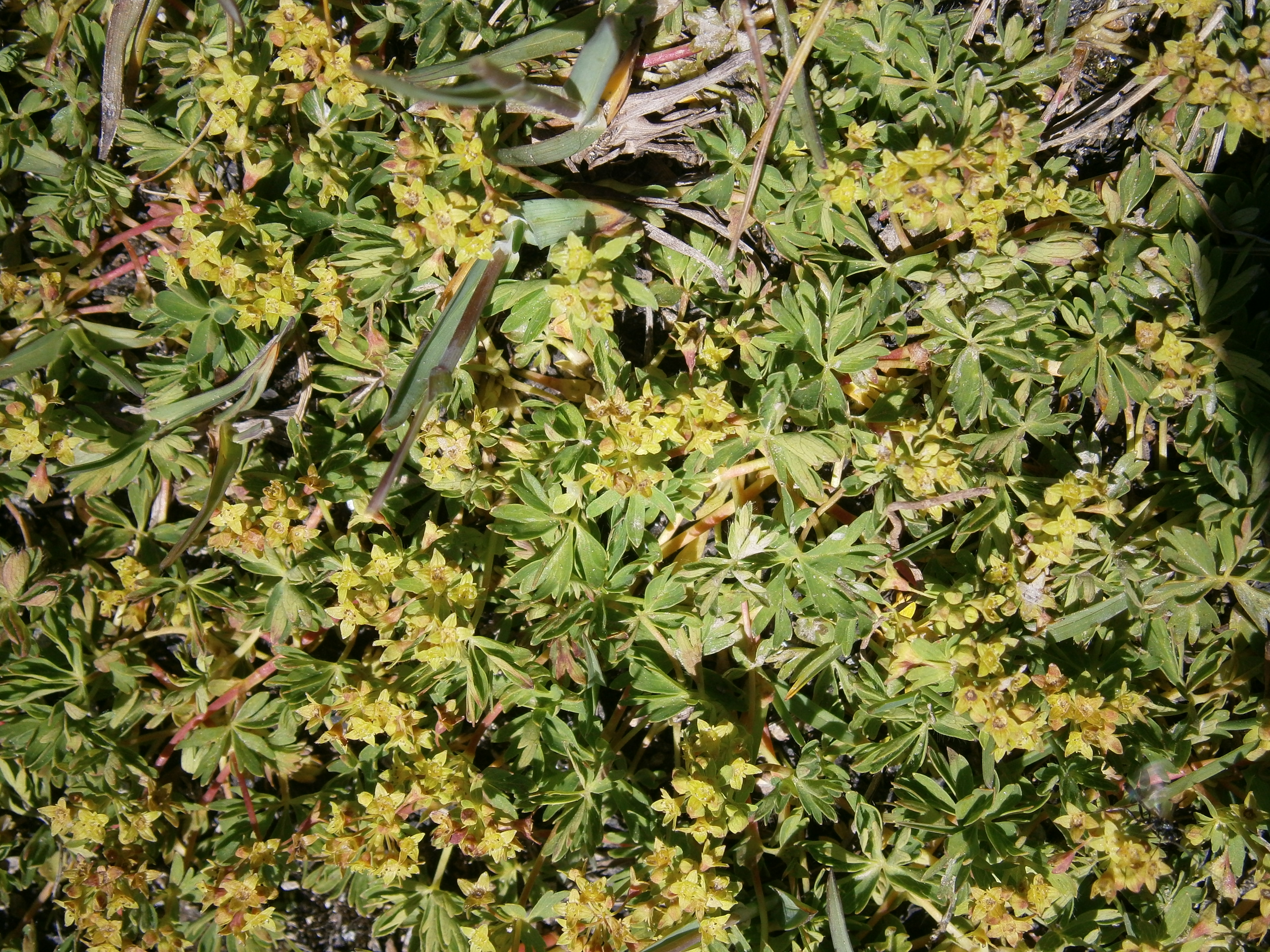
Schnee-Frauenmantel, Schneetälchen in Oisans

Der Schnee-Frauenmantel ist ein kleiner Teppich- oder Spalierstrauch, der auch krautig sein kann. Er erreicht Wuchshöhen von fünf bis sieben (selten drei bis zehn) Zentimetern. Die ganze Pflanze ist weich, leicht wellig und unbehaart. Selten kann sie spärlich steif abstehend behaart sein. Bei den Keimpflanzen sind die Internodien höchsten einen halben Millimeter lang. Die Hauptachse ist drei bis vier Millimeter dick, wächst aufrecht und zeigt nur maximal drei Jahre lang sekundäres Dickenwachstum. Die Internodien sind einen viertel bis einen halben Millimeter lang. Alle Achsenteile haben ein stark entwickeltes Rindenparenchym. Von der Hauptachse abgehende Innovationssprosse werden nicht gebildet.
Die Keimblätter sind kurz gestielt und kreisrund. Das Primärblatt hat drei sehr tiefe Blattlappen, ist zwei- bis viermal so lang wie breit. Die Spreiten der Grundblätter sind bis zum Grund fußförmig geteilt mit fünf (selten drei bis sieben) Abschnitten. Sie sind ein bis vier, selten bis sechs Zentimeter breit, nieren- bis kreisförmig und umfassen 235 bis 360° (selten bis 450°). Sie sind durchscheinend, glanzlos, an der Blattoberseite hell blaugrün. Die Spreite ist faltig und/oder wellig, von der Form ein Trichter bis flach. Das Nervennetz ist weitmaschig, die Nebennerven sind oft scheingabelig verzweigt. Die einzelnen Blättchen der Spreite sind länglich-keilig bis keilig-rundlich. Sie sind fast so lang bis doppelt so lang wie breit, umfassen 45 bis 90° und haben drei bis elf Zähne. Manchmal sind sie doppelt gezähnt oder gezähnt und gelappt. 40 bis 80 % der Länge sind ganzrandig. Die Zähne sind drei bis sechs (selten 13) Millimeter lang, lanzettlich bis linealisch. Sie sind meist stumpf und durch gleichfalls stumpfe Buchten getrennt. Die Blattspreiten sind unbehaart, höchstens die Sommerblätter sind spärlich bis locker behaart.
Die Blütenstandsachsen sind zwei bis 15 Zentimeter lang, selten bis 20, dabei niederliegend mit einer aufrechten Spitze. Der Blütenstand ist armblütig und besteht aus fünf bis 30 Blüten. Diese sind grün bis gelbgrün und sind 2,5 bis vier Millimeter breit bei einer Länge von vier bis fünf Millimeter. Der Kelchbecher ist rotbraun überlaufen. Die Kelchblätter stehen zum Schluss aufrecht. Die Außenkelchblätter sind schmaler als die Kelchblätter. Die Wulst des Diskus ist mindestens so breit wie dessen Öffnung. Blütezeit ist Juli und August. Die Nüsschen ragen maximal zu einem Drittel aus dem Fruchtbecher hervor.
Die Chromosomenzahl beträgt 2n = 64 oder 96–102.
Angaben über eine sexuelle Fortpflanzung sind nach S. Fröhner "sehr zu bezweifeln".

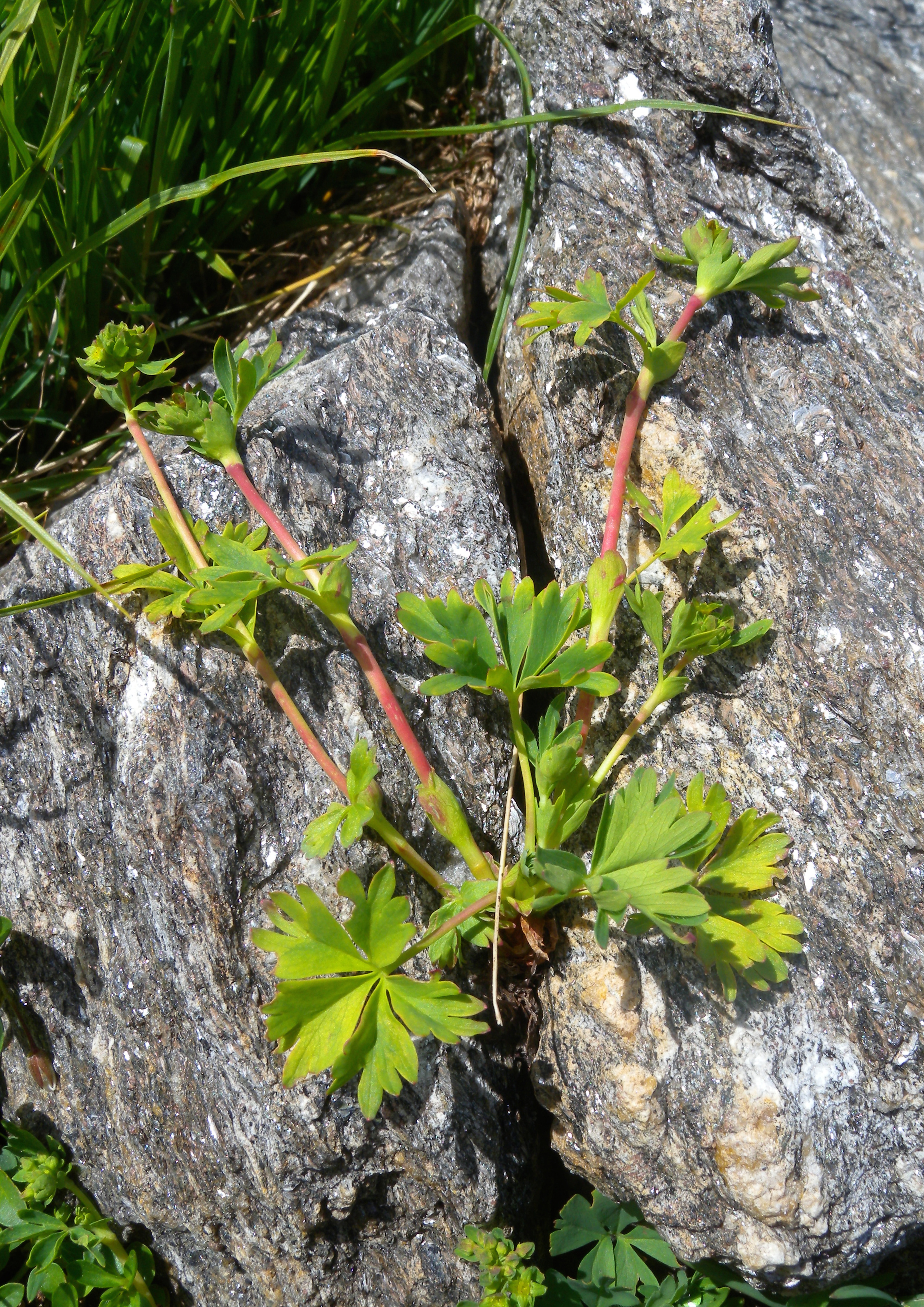
Schnee-Frauenmantel (Alchemilla pentaphyllea)

## Verbreitung und Standorte
Die Art kommt in den Alpen vor, wobei der Schwerpunkt in den West-Alpen liegt. Die Ostgrenze liegt in Vorarlberg (Rätikon) und im Westen Südtirols. Angaben über ein Vorkommen in Kärnten beruhen auf alten, anonymen Belegen und sind zweifelhaft.
Der Schnee-Frauenmantel wächst vorwiegend in Schneetälchen. Er ist eine Assoziationscharakterart des Salicetum herbaceae. Weiters ist er in feuchtem Gesteinsgrus und in Alluvionen zu finden. Er bevorzugt humose, feuchte und kalkarme Böden. Er kommt vor allem in der alpinen, aber auch von der subalpinen bis in die nivale Höhenstufe vor. Er steigt dabei über 2200 m, im Wallis bis 3200 m Meereshöhe.

## Systematik
Die Sektion Pentaphylleae ist eine der vier Grundsektionen der eurasischen Alchemillen. Diese Sektion ist an mindestens 50, möglicherweise bis 100 der hybridogen entstandenen Alchemilla-Arten beteiligt. Die Merkmale der Sektion sind die gleichen wie bei der Art Alchemilla pentaphyllea. Hinzu kommt jedoch eine hakenförmige Narbe, die vielleicht von ausgestorbenen Sektions-Vertretern stammt, da sie bei etlichen Arten mit Pentaphylleae-Einfluss auftritt, bei A. pentaphyllea jedoch nicht.
Die einzige rezente Art der Sektion ist der Schnee-Frauenmantel (Alchemilla pentaphyllea).

## Belege
Soweit nicht unter Einzelnachweisen angegeben, basiert der Artikel auf folgenden Unterlagen:
- Sigurd Fröhner: Alchemilla. In: Hans. J. Conert u. a. (Hrsg.): Gustav Hegi. Illustrierte Flora von Mitteleuropa. Band 4 Teil 2B: Spermatophyta: Angiospermae: Dicotyledones 2 (3). Rosaceae 2. Blackwell 1995, S. 236ff. ISBN 3-8263-2533-8
- Siegmund Seybold (Hrsg.): Schmeil-Fitschen interaktiv (CD-Rom), Quelle & Meyer, Wiebelsheim 2001/2002, ISBN 3-494-01327-6